# Марково тепе
 Тази статия е за тепето.  За мола със същото име вижте Мол Марково Тепе.  
Марково тепе е седмото тепе на българския град Пловдив. 

## История
Съществуват няколко легенди за името на Марково тепе. Според една от тях името му идва от  Крали Марко, чийто кон Шарколия скочил на хълма и от силния удар копитата му направили четири дупки в скалата, а коремът му – една по-голяма между тях. Тези дупки са личали на върха на хълма преди да бъде разрушен. Не е известно дали са били с естествен произход или следи от тракийско светилище.
Разрушено е в период от края на XIX в. до средата на XX в., а от сиенитните му скали е направен по-голямата част от паважа за улици в Пловдив. През 2005 година строителен предприемач предлага построяване на 60-етажни кули-близнаци, но проектът е отхвърлен. През 2016 г. на мястото на Марковия хълм е построен търговският център  Мол Марково Тепе.
Павета от разрушеното Марково тепе положени по пловдивските улици са символично „Седмият хълм“.

## Разни
Старата пловдивска бохема се шегувала, че хълмът се нарича Марков, заради добивания паваж от сиенит, който бил изнасян като скъп строителен материал за Германия и всяко едно паве струвало една германска марка.